# Михайловское (Алтайский край)
Миха́йловское — село в Алтайском крае, административный центр Михайловского района и Михайловского сельсовета.

## География
Расположено в 360 км к юго-западу от Барнаула в Кулундинской степи.
Михайловское сельское поселение располагается на 1062,5 км². Расстояние до Барнаула 407 км. Муниципальное образование находится на Кулундинской тектонической равнине. Однообразный рельеф, слабо выражен холмами. В большинстве присутствуют песочные, суглинистые и супесные породы почвы.
Растительность выражена степным разнотравьем. С востока на юго-запад территорию пересекает сосновый бор. Сельское хозяйство ведется в суровых климатических условиях, при постоянных периодических засухах.
Климат резко континентальный. Малоснежные, ветреные зимы с частыми и сильными метелями сменяются коротким и жарким летом.
Климат
- Среднегодовая температура воздуха — 4,2 °C
- Относительная влажность воздуха — 61,0 %
- Средняя скорость ветра — 4,0 м/с

| Среднесуточная температура воздуха в Михайловском по данным NASA | Среднесуточная температура воздуха в Михайловском по данным NASA | Среднесуточная температура воздуха в Михайловском по данным NASA | Среднесуточная температура воздуха в Михайловском по данным NASA | Среднесуточная температура воздуха в Михайловском по данным NASA | Среднесуточная температура воздуха в Михайловском по данным NASA | Среднесуточная температура воздуха в Михайловском по данным NASA | Среднесуточная температура воздуха в Михайловском по данным NASA | Среднесуточная температура воздуха в Михайловском по данным NASA | Среднесуточная температура воздуха в Михайловском по данным NASA | Среднесуточная температура воздуха в Михайловском по данным NASA | Среднесуточная температура воздуха в Михайловском по данным NASA | Среднесуточная температура воздуха в Михайловском по данным NASA |
| Янв                                                              | Фев                                                              | Мар                                                              | Апр                                                              | Май                                                              | Июн                                                              | Июл                                                              | Авг                                                              | Сен                                                              | Окт                                                              | Ноя                                                              | Дек                                                              | Год                                                              |
| −14,1 °C                                                         | −13,5 °C                                                         | −8,0 °C                                                          | 4,6 °C                                                           | 15,7 °C                                                          | 21,0 °C                                                          | 22,6 °C                                                          | 20,1 °C                                                          | 13,1 °C                                                          | 4,8 °C                                                           | −5,7 °C                                                          | −12,0 °C                                                         | 4,2 °C                                                           |
| ---------------------------------------------------------------- | ---------------------------------------------------------------- | ---------------------------------------------------------------- | ---------------------------------------------------------------- | ---------------------------------------------------------------- | ---------------------------------------------------------------- | ---------------------------------------------------------------- | ---------------------------------------------------------------- | ---------------------------------------------------------------- | ---------------------------------------------------------------- | ---------------------------------------------------------------- | ---------------------------------------------------------------- | ---------------------------------------------------------------- |

## История
Село основано в 1874 г. переселенцами из Саратовской губернии. Первоначально названо Мирзагул по озеру у которого располагалась вновь основанная деревня. В 1897 г. построена церковь архангела Михаила, по ней населенный пункт был назван селом Михайловским (Михайловка). В марте 1941 года Михайловское стало центром района. В 1966 г. постановлением Президиума Верховного Совета РСФСР село Михайловка преобразовано в рабочий поселок с наименованием Михайловский. В 1991 году решением исполнительного комитета Алтайского краевого Совета народных депутатов «О преобразовании рабочих поселков в сельские населенные пункты» от 10.10.91 № 450 рабочий поселок Михайловский Михайловского района Алтайского края был преобразован в село Михайловское.

## Население
| 1959    | 1970    | 1979    | 1989    | 1997    | 1998    | 1999    | 2000    | 2001    | 2002    |
| ------- | ------- | ------- | ------- | ------- | ------- | ------- | ------- | ------- | ------- |
| 7085    | ↗8892   | ↗9116   | ↗10 696 | ↗11 193 | ↘11 126 | ↗11 297 | ↗12 687 | ↗12 789 | ↘12 571 |
| 2003    | 2004    | 2005    | 2006    | 2007    | 2008    | 2009    | 2010    | 2011    | 2012    |
| ↗12 617 | ↘11 990 | ↗12 066 | ↘12 029 | ↘11 978 | ↘11 877 | ↘11 719 | ↘11 020 | ↘10 961 | ↗10 998 |
| 2013    | 2014    | 2015    | 2016    | 2017    | 2018    | 2019    | 2020    | 2021    |         |
| ↗11 024 | ↘10 967 | ↘10 819 | ↘10 756 | ↗10 759 | ↗10 763 | ↘10 658 | ↗10 700 | ↘8907   |         |

## Инфраструктура
- Три образовательные школы, лицей, медицинские учреждения, ДСШ, ДШИ, библиотеки, музей, картинная галерея.
- Районный культурно-досуговый центр. Образован в марте 2006 года[20].
- На базе РКДЦ открыто 22 клубных формирования, в которых задействовано более 400 участников. В центре существуют коллективы, удостоенные звания «народный»[21].
- Музейно—выставочный отдел имени Я. Н. Скрипкова. В 2009 году к отделу присоединён Михайловский краеведческий музей.
- Отдел библиотечного обслуживания.

## Люди, связанные с селом
- Борисов, Михаил Фёдорович (1924—2010) — Герой Советского Союза.
- Ефремов, Пётр Николаевич (1925—1976) — Герой Советского Союза.
- Земцов, Алексей Анисимович (1920—2001) — советский и российский географ.

## Телевидение
В селе 4 эфирных телеканала: Первый канал, Россия 1/ГТРК Алтай, НТВ , Россия 2(Спорт). С 20 августа 2011 года доступно 7 цифровых каналов.

## Радиовещание
- 102,9 Радио России / ГТРК Алтай
- 103,7 Милицейская Волна / Катунь FM